# بيلا كارولي
بيلا كارولي (بالرومانية: Béla Károlyi؛ بالإنجليزية: Béla Károlyi) هو مدرب رياضي روماني وأمريكي، ولد في 13 سبتمبر 1942 في كلوج نابوكا في رومانيا.

## وصلات خارجية
- بيلا كارولي على موقع IMDb (الإنجليزية)
- بيلا كارولي على موقع الموسوعة البريطانية (الإنجليزية)
- بيلا كارولي على موقع قاعدة بيانات الفيلم (الإنجليزية)